# Damalis cylindrica
Damalis cylindrica är en tvåvingeart som beskrevs av Hull 1967. Damalis cylindrica ingår i släktet Damalis och familjen rovflugor. Inga underarter finns listade i Catalogue of Life.